# Енсен, Йорген (политик)
Йорген Енсен (Йенсен, дат. Jørgen Jensen; 1920—1987) — датский профсоюзный деятель и политик, возглавлявший Коммунистическую партию Дании (КПД) в течение десяти лет с 1977 по 1987 год.

## Биография
Енсен родился 18 января 1920 года в Копенгагене в семье рабочего. Йенсен получил специальность автомеханика.
Йенсен начал участвовать в профсоюзном движении страны в 1940 году и вступил в Компартию Дании в 1945 году, когда она всё ещё была нелегальной. Был одним из ведущих деятелей Вседатского комитета мира, входил в состав его руководства в период с 1952 по 1962 год. В 1955 году он был избран членом Центрального комитета КПД и входил в Исполком ЦК КПД. Он также возглавлял Комиссию Компартии Дании по работе в профсоюзах. В 1962 году он был избран председателем отделения профсоюза металлистов в районе Люнгбю в Копенгагене, а в 1969 году — председателем профсоюза авторемонтных рабочих.
Енсен был избран в Фолькетинг (датский парламент) 9 января 1975 года от КПД, представляя избирательный округ Фредериксборг. В 1977 году он стал политическим оратором парламентской фракции КПД. Его пребывание в парламенте продолжалось до 23 октября 1979 года. В декабре 1977 года пленумом ЦК КПД избран председателем партии. Сменив покойного Кнуда Есперсена, Енсен оставался на этом посту до своей смерти 13 апреля 1987 года. Преемником Йенсена в роли лидера КПД стал Оле Сон.
В то время как в компартиях большинства других стран Западной и особенно Северной Европы утвердились еврокоммунистические тенденции, в качестве председателя партии Йорген Йенсен продолжил линию КПД по отношению к Москве, ориентированную на КПСС и её союзные партии, показав себя одним из датских коммунистов, лояльных советскому режиму. Впрочем, при этом он критиковал условия труда на советских фабриках. Особенно близок он был к Польской объединенной рабочей партии. В феврале 1982 года он критиковал независимых от СССР датских левых, поддерживавших профсоюз «Солидарность» — Социалистическую народную партию и Левых социалистов — обвиняя их в борьбе против коммунистического режима в ПНР.
В отличие от своих предшественников Акселя Ларсена и Кнуда Есперсена, Енсен не считался харизматичным лидером. Датская таблоидная газета Ekstra Bladet в 1981 году номинировала его на звание «олуха года».